# Aaron F. Perry

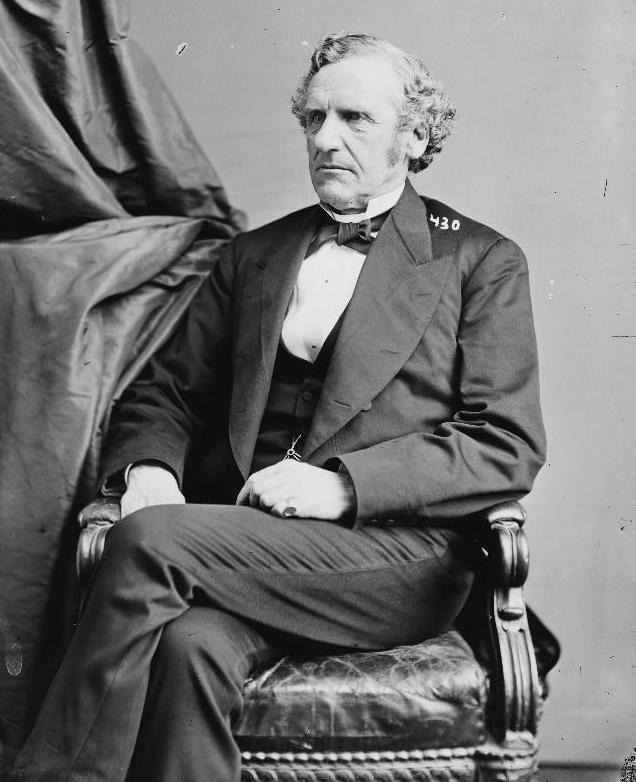
Aaron F. Perry, 1850

Aaron Fyfe Perry (* 1. Januar 1815 in Leicester, Vermont; † 11. März 1893 in Cincinnati, Ohio) war ein US-amerikanischer Politiker der Republikanischen Partei. Von 1871 bis 1872 war er Mitglied des Repräsentantenhauses der Vereinigten Staaten für den 1. Kongressdistrikt des Bundesstaates Ohio.

## Biografie
Aaron Perry wurde in Leicester geboren. Er besuchte die öffentlichen Schulen seiner Heimatstadt und studierte anschließend Jura an der Yale University. 1838 wurde er in Connecticut zum Rechtsanwalt zugelassen. 1840 zog er nach Columbus und wurde dort erneut als Rechtsanwalt zugelassen. Er eröffnete daraufhin eine Anwaltskanzlei. Von 1847 bis 1848 saß er im Repräsentantenhaus von Ohio. Es zog ihn nach Cincinnati, wo er erneut eine Anwaltskanzlei eröffnete. 1861 wurde er von US-Präsident Abraham Lincoln zum Richter an den Supreme Court of the United States berufen. Er lehnte die Nominierung jedoch ab. 1864 war er Delegierter auf der Republican National Convention in Baltimore.
Als Vertreter des 1. Distrikts von Ohio saß er von 1871 bis 1872 im US-Repräsentantenhaus. Er trat 1872 zurück, um wieder in seinen Beruf zurückkehren zu können.
Perry starb 1893 in Cincinnati und wurde auf dem Spring Grove Cemetery beigesetzt.